# Terry Adams
Terry Adams (Hammond, 9 de agosto de 1983) es un deportista estadounidense que compite en ciclismo en la modalidad de BMX estilo libre. Participó en dos X Games.